# Stefan Gerber (Historiker)
Stefan Gerber (* 1975 in Grimma) ist ein deutscher Historiker.

## Leben und Werk
Gerber besuchte das Gymnasium St. Augustin in Grimma. Nach dem Abitur 1993 studierte er Geschichte, Germanistik und Erziehungswissenschaften an der Universität Jena. Im Juni 2000 bestand er das 1. Staatsexamen für das Lehramt an Gymnasien. Ab August 2000 arbeitete er als wissenschaftlicher Mitarbeiter am Lehrstuhl für Geschichte des 19. und 20. Jahrhunderts. Von 2001 bis 2003 war er Promotionsstipendiat der Studienstiftung des Deutschen Volkes. 2003 wurde er bei Hans-Werner Hahn zum Dr. phil. promoviert. Ab 2003 war er wissenschaftlicher Mitarbeiter am Lehrstuhl für Geschichte des 19. und 20. Jahrhunderts der Universität Jena. Als Förderstipendiat forschte er 2009/10 am Historischen Kolleg in München. 2013 habilitierte er sich an der Universität Jena. Im Wintersemester 2013/14 vertrat er die Professur von Michael Kißener am Historischen Seminar, Arbeitsbereich Zeitgeschichte der Universität Mainz. Im Sommersemester 2015 hatte Gerber eine Vertretungsprofessur an der Universität Bonn inne, wo er Joachim Scholtyseck vertrat. Seit 2015 leitete er die „Forschungsstelle für Neuere Regionalgeschichte Thüringens“ an der Universität Jena. Seit 2020 ist er Leiter des Universitätsarchivs und der universitätsgeschichtlichen Forschungsstelle der Friedrich-Schiller-Universität Jena, nachdem er das Archiv bereits seit August 2019 kommissarisch geleitet hatte.
Seine Forschungsschwerpunkte bilden die Landes- und Regionalgeschichte Thüringens und Mitteldeutschlands sowie die vergleichende Landesgeschichte, die Bildungs-, Hochschul- und Wissenschaftsgeschichte, der soziale und politische Katholizismus im 19. und 20. Jahrhundert, die Weimarer Republik und die Zwischenkriegszeit, die Religion in der Neuzeit sowie die Deutsche Revolution 1848/1849.
Gerber ist Mitglied verschiedener Kommissionen und Beiräte, u. a. der Historischen Kommission für Thüringen, der Vereinigung für Verfassungsgeschichte, des wissenschaftlichen Ausschusses der Kommission des Landtages für die Geschichte des Landes Rheinland-Pfalz, der Preußischen Historischen Kommission, des wissenschaftlichen Beirates der Wartburg-Stiftung und des wissenschaftlichen Beirates des Friedrich-Christian-Lesser-Kollegs. Er ist stellvertretender Vorsitzender des Vereins für Thüringische Geschichte e. V. und Mitglied der Redaktion der Zeitschrift für Thüringische Geschichte. Er fungiert gemeinsam mit Matthias Asche, Dietmar Klenke und Matthias Stickler als Mitherausgeber der „Abhandlungen zum Studenten- und Hochschulwesen“ (ASH). Gemeinsam mit Joachim Bauer, Jürgen John und Helmut G. Walther gibt er die „Quellen und Beiträge zur Geschichte der Universität Jena“ heraus.
Stefan Gerber ist Ritter des Ritterordens vom Heiligen Grab zu Jerusalem. Er gehört der katholischen Studentenverbindung KDStV Salana Jenensis an. Er ist stellvertretender Vorsitzender des Vereins der „Freunde und Förderer der Katholischen Studentengemeinde Jena e. V.“ und Mitglied des Kirchenvorstandes der Katholischen Pfarrei St. Johannes Baptist in Jena.
Gerber ist verheiratet und hat vier Kinder.

## Veröffentlichungen (Auswahl)
- Quellen zur Geschichte Thüringens. Revolution 1848/49 (= Quellen zur Geschichte Thüringens, 13), Erfurt 2000.
- Universitätsverwaltung und Wissenschaftsorganisation im 19. Jahrhundert. Der Jenaer Pädagoge und Universitätskurator Moritz Seebeck (= Veröffentlichungen der Historischen Kommission für Thüringen. Kleine Reihe, 14). Böhlau, Köln/Weimar/Wien 2004, ISBN 3-412-12804-X (zugleich: Dissertation).
- mit Matthias Steinbach (Hrsg.): „Klassische Universität“ und „akademische Provinz“. Studien zur Universität Jena von der Mitte des 19. bis in die dreißiger Jahre des 20. Jahrhunderts. Bussert & Stadeler, Jena/Quedlinburg 2005, ISBN 3-932906-60-8 (Download).
- Die Universität Jena 1850–1918. In: Traditionen – Brüche – Wandlungen. Die Universität Jena 1850–1995. Hrsg. von der Senatskommission zur Aufarbeitung der Jenaer Universitätsgeschichte im 20. Jahrhundert, Böhlau, Köln/Weimar/Wien 2009, S. 23–269.
- mit Matthias Asche (Hrsg.): Studienförderung und Stipendienwesen an deutschen Universitäten von den Anfängen bis zur Gegenwart (= Jahrbuch für Universitätsgeschichte, 15), Steiner, Stuttgart 2013.
- mit Werner Greiling/Tobias Kaiser/Klaus Ries (Hrsg.): Zwischen Stadt, Staat und Nation – Bürgertum in Deutschland. 2 Bde. Vandenhoeck & Ruprecht, Göttingen 2014, ISBN 978-3-525-30169-2 (Buchanzeige).
- Pragmatismus und Kulturkritik. Politikbegründung und politische Kommunikation im Katholizismus der Weimarer Republik (1918–1925). Schöningh, Paderborn 2016, ISBN 978-3-506-78267-0 (zugleich: Habilitationsschrift)(Buchanzeige).
- mit Joachim Bauer, Jürgen John und Gottfried Meinhold (Hrsg.): Ambivalente Orte der Erinnerung an deutschen Hochschulen (= Quellen und Beiträge zur Geschichte der Universität Jena), Steiner, Stuttgart 2016, ISBN 978-3-515-11573-5.
- mit Werner Greiling/Marco Swiniartzki (Hrsg.): Industrialisierung, Industriekultur und soziale Bewegungen in Thüringen (= Materialien zur thüringischen Geschichte, 1), Böhlau, Wien/Köln/Weimar 2018, ISBN 978-3-412-51136-4 (Buchanzeige).
- Das Ende der Monarchie in den deutschen Kleinstaaten. Vorgeschichte, Ereignis und Nachwirkungen in Politik und Staatsrecht 1914–1939 (= Veröffentlichungen der Historischen Kommission für Thüringen. Kleine Reihe, 54). Böhlau, Wien/Köln/Weimar 2018, ISBN 978-3-412-50887-6 (Buchanzeige).
- mit Joachim Bauer (Hrsg.): Karl Marx und die Universität Jena. Vopelius, Jena 2019, ISBN 978-3-947303-03-8 (Buchanzeige).
- mit Werner Greiling/Marco Swiniartzki (Hrsg.): Thüringen im Industriezeitalter. Konzepte, Fallbeispiele und regionale Verläufe vom 18. bis zum 20. Jahrhundert (= Veröffentlichungen der Historischen Kommission für Thüringen. Kleine Reihe, 55), Böhlau, Köln/Wien/Weimar 2019.
- Die deutschen Kleinstaaten 1848–1870, in: Werner Daum unter Mitwirkung von Peter Brandt/Martin Kirsch/Arthur Schlegelmilch (Hrsg.): Handbuch der Europäischen Verfassungsgeschichte im 19. Jahrhundert. Institutionen und Rechtspraxis im gesellschaftlichen Wandel. Band 3: 1848–1870. Dietz, Bonn 2020, S. 819–881, ISBN 978-3-8012-4142-1 (Buchanzeige).
- mit Joachim Bauer und Christopher Spehr: Das Wartburgfest von 1817 als europäisches Ereignis. Steiner, Stuttgart 2020, ISBN 978-3-515-12578-9.